# Michelle Akers
Michelle Anne Akers (Santa Clara, 1 de fevereiro de 1966), mais conhecida como Michelle Akers, é uma ex-futebolista norte-americana que estrelou as vitórias dos Estados Unidos na Copa do Mundo de Futebol Feminino de 1991 e 1999 e nas Olimpíadas de 1996. Na Copa do Mundo de 1991, conquistou a Chuteira de Ouro como artilheira, com dez gols.
Akers é considerada uma das maiores jogadoras de futebol da história. Ela foi nomeada Jogadora Feminina do Século da FIFA em 2002, um prêmio que ela dividiu com a chinesa Sun Wen.
Akers é membra do National Soccer Hall of Fame, empossado em 2004.

## Início da vida
Nascida, filha de Robert e Anne Akers, em Santa Clara, Califórnia, em 1º de fevereiro de 1966, Akers cresceu no subúrbio de Shoreline, em Seattle, Washington, onde frequentou e jogou futebol na Shorecrest High School. No início de sua carreira, ela não tinha certeza se estava disposta a fazer o treinamento necessário para se destacar. Depois de perder um jogo juvenil, ela ficou frustrada e saiu do campo aos prantos. Seu pai perguntou a ela "Você se divertiu". Sua resposta foi "sim", o que a levou a perceber que esse era o verdadeiro motivo pelo qual ela jogava, e isso ajudou a transformá-la na competidora feroz que ela se tornou. Ela foi nomeada All-American três vezes durante sua carreira no ensino médio. Com 178 cm de altura e 68 kg, Akers tinha uma presença física imponente no campo de futebol e era conhecida por seu estilo de jogo agressivo e físico.

### Universidade da Flórida Central
Akers frequentou a Universidade da Flórida Central (UFC) com uma bolsa de estudos onde foi selecionada quatro vezes como NCAA All-American. Ela foi a Atleta do Ano da Flórida Central em 1988-89, foi a maior artilheira de todos os tempos na história da UFC, ganhou o Troféu Hermann em 1988 como a melhor jogadora de futebol universitário do país, e teve sua camisa 10 aposentado pela escola.

## Carreira

### Carreira internacional
Akers foi membro da seleção nacional feminina de futebol dos Estados Unidos (USWNT) de 1985 em seu primeiro jogo, em um torneio na Itália em agosto de 1985. Devido a uma lesão no tornozelo, ela não jogou a primeira partida. No entanto, no segundo jogo internacional dos Estados Unidos ela marcou o primeiro gol da história do programa, no empate por 2 a 2 contra a Dinamarca.
Akers marcou 15 gols em 24 jogos pelos Estados Unidos de 1985 a 1990, antes de marcar o recorde da equipe de 39 gols em 26 jogos na temporada de 1991. Em 1990 e 1991 ela foi nomeada Atleta Feminina do Ano pela Federação de Futebol dos Estados Unidos (USSF). Akers também foi o artilheiro da primeira Copa do Mundo de Futebol Feminino da FIFA na China em 1991, marcando dez gols, incluindo cinco em um jogo. Isso levou a seleção feminina dos Estados Unidos ao primeiro campeonato mundial feminino, derrotando a Noruega por 2 a 1 na final. Akers marcou os dois gols dos Estados Unidos na final.
Ao longo da maior parte de sua carreira, Akers sofreu de síndrome de fadiga crônica, considerando repetidamente a aposentadoria apenas para continuar jogando em algumas das partidas mais importantes do futebol da seleção norte-americana.
Após a Copa do Mundo de 1991, ela passou de atacante a meio-campista central, em parte para minimizar as surras infligidas pelos defensores adversários. Apesar das precauções, Akers sofreu uma concussão e uma lesão no joelho no início da Copa do Mundo de 1995, e foi prejudicado pelo joelho na derrota dos Estados Unidos na semifinal para a Noruega.
Em 1996, Akers foi novamente membro da seleção feminina dos Estados Unidos nos Jogos Olímpicos de Verão de 1996 em Atlanta, Geórgia, onde conquistou a primeira medalha de ouro no futebol feminino olímpico. Ela jogou com uma ruptura no ligamento colateral medial na função de meio-campista central, ancorando a defesa do time, dominando no ar e fazendo jogadas pelas costas para manter a posse de bola e gerar oportunidades de gol. Após o torneio, seu joelho precisou de uma cirurgia reconstrutiva pela terceira vez. Ela também foi membro da equipe vencedora da medalha de ouro dos Jogos da Boa Vontade de 1998. Em 7 de junho de 1998, ela recebeu a Ordem de Mérito da FIFA, a maior honraria da FIFA no futebol global, por suas contribuições ao futebol dentro e fora do campo; ela foi a primeira mulher a recebê-lo. Akers novamente foi líder e membro da seleção feminina da Copa do Mundo de 1999, onde a equipe conquistou seu segundo campeonato da Copa do Mundo. Apesar de jogar com uma luxação no ombro, causada por um torcedor nas quartas de final, ela foi premiada com a Bola de Bronze do torneio pela FIFA.
Pouco antes dos Jogos Olímpicos de Verão de 2000 em Sydney, Austrália, Akers se aposentou do jogo devido a lesões sofridas antes e durante a Copa do Mundo FIFA de 1999. Ela foi a segunda maior artilheira de todos os tempos da seleção dos Estados Unidos (atrás de Mia Hamm) com 105 gols, 37 assistências e 247 pontos.
Em 2004, ela e Mia Hamm eram as duas únicas mulheres nomeadas para o FIFA 100, a lista dos 125 maiores jogadores vivos selecionados por Pelé em comemoração ao 100º aniversário da FIFA.[carece de fontes?]

### Carreira de treinador
Em 19 de janeiro de 2022, o Orlando Pride anunciou Akers como assistente técnico para a temporada de 2022, atuando sob o comando da técnica Amanda Cromwell. Ela também atuou como mentora e desenvolvimento de jogadores, e ajudou na divulgação da comunidade.

## Vida pessoal
De 1990 a 1994, ela foi casada e era conhecida como Michelle Akers-Stahl. Mais tarde, ela se casou novamente (2003–2007) e teve um filho em Orlando, Flórida. Em 2011, ela residia perto de Atlanta, Geórgia, com seu filho Cody em uma pequena fazenda fazendo resgate de cavalos e trabalho de bem-estar animal.
Desde sua aposentadoria do USWNT em 2000, ela também continuou a promover o futebol como porta-voz, defensora e líder em várias plataformas.

## Títulos
Os títulos que Michelle conquistou são:[carece de fontes?]
Seleção Norte-Americana
- Medalha de Ouro nos Jogos Olímpicos de 1996 (Atlanta)
- Copa do Mundo de 1991 (China)
- Vice na Copa do Mundo Feminina de 1995 (Suécia)
- Copa do Mundo de 1999 (EUA)

### Individuais
- Atleta do ano na Flórida Central: 1988/99[30]
- Troféu Hermann: 1988[31]
- 4 vezes NCAA All-American
- USSF Atleta Feminina do Ano: 1990, 1991
- Ordem de Mérito da FIFA: 1998
- FIFA Jogadora do Século: 2002[32]
- Hall da Fama do Futebol Nacional: 2004[33]
- Lista FIFA 100: 2004